# Лестригони

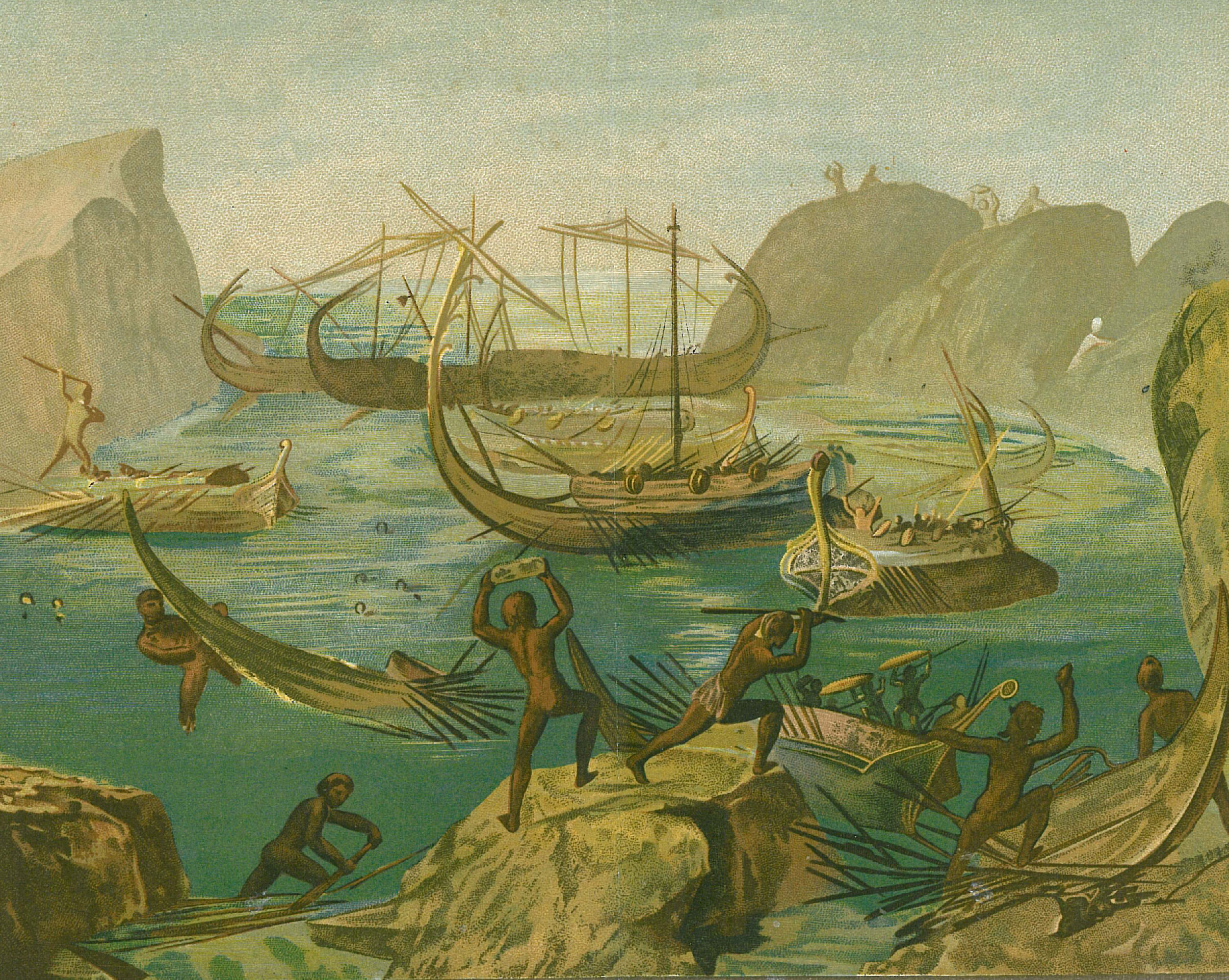
Лестригони атакують Одіссея

Лестригони, також Лістригони (грец. Λαιστρυγόνες) — дике плем'я велетнів-людожерів, про яких згадується в «Одіссеї».
Лестригони розбили 11 кораблів Одіссея й пожерли його супутників. Пощастило врятуватися лише Одіссеєві й тим, хто був разом з ним на 12-му кораблі. Людожери жили на невідомому острові біля Південної Італії.
До образу Лестригонів звернувся в однойменному сонеті український поет-неокласик Микола Зеров.